# Атлас (фильм, 2024)
«А́тлас» (англ. Atlas) — американский научно-фантастический боевик-технотриллер 2024 года.
Действие фильма разворачивается в мрачном будущем, где солдат с искусственным интеллектом решил, что единственный способ положить конец войне — это уничтожить человечество. Очевидно, что такой экстремистский подход к достижению пацифистского рая не очень нравится Лопес, которая оказывается в команде с тем, чего она боится больше всего — с другим ИИ.

## Сюжет
2043 год. Гуманоид с искусственным интеллектом Харлан ведёт войну машин против людей, в результате которой погибло 3 миллиона человек. Вооружённые силы новой Международной коалиции наций (ICN) одерживают победу над Харланом и вынуждают его бежать в открытый космос.
Двадцать восемь лет спустя Атлас Шепард, аналитик по борьбе с терроризмом с глубоким недоверием к искусственному интеллекту и дочь создателя Харлана, разыскивает беглеца. После того, как один из приспешников Харлана схвачен и допрошен, Атлас выясняет, что злодей сбежал на планету в галактике Андромеды, и настаивает на том, чтобы она сопровождала военную миссию по поиску и захвату Харлана.
За несколько мгновений до того, как мех-рейнджеры ICN спускаются на планету, где скрывается Харлан, его дроны атакуют орбитальный корабль прибывших военных. Чтобы выжить, Атлас вынуждена сама сесть в мех-робота, она падает на планету, а корабль уничтожен. Атлас удаётся получить базовый контроль над своим роботом, несмотря на её недоверие к искусственному интеллекту, который представляется как Смит. Атлас приказывает ему направиться к запланированному месту высадки, и там она находит остальных рейнджеров мёртвыми. Она неохотно соглашается напрямую соединить свой разум со Смитом, что позволяет лучше контролировать робота. По пути к спасательной капсуле Атлас и Смит начинают сближаться друг с другом, откровенничать, и она признаётся ему, что её мать была тем человеком, который создал Харлана.
Несмотря на то, что заряд аккумуляторов Смита на исходе, Атлас убеждает своего робота отправиться на базу Харлана, чтобы промаркировать её для нанесения удара с большой дистанции. Однако после установки маячка на этой базе Смита взламывают, и он выведен из строя. Атлас схвачена и доставлена к Харлану, который планирует уничтожить бо́льшую часть человечества и дать избранным выжившим шанс процветать под руководством искусственного интеллекта. Для этого Харлан заманил военных на свою планету, чтобы украсть корабль и находящиеся на нём углеродные бомбы, которыми он планирует сжечь атмосферу Земли.
Харлан извлекает коды безопасности из мозга Атлас, чтобы преодолеть защиту Земли, затем оставляет её умирать вместе с полковником Бэнксом — единственным оставшимся в живых участником операции. Бэнкс передает Атлас своё устройство нейронного интерфейса робота, и женщина дистанционно активирует Смита, который приходит им на помощь. Атлас рассказывает Смиту, что Харлан убил её мать после того, как юная Атлас, ревнуя к вниманию, которое её мать уделяла Харлану, предоставила Харлану беспрепятственный доступ к её разуму. Харлан, запрограммированный спасать человечество от риска, осознал, что история деструктивного поведения человечества сделала его опасным для самого себя. Смит помогает Атлас преодолеть чувство вины за свои действия; Бэнкс жертвует собой, чтобы расчистить им путь; Атлас и Смит пробиваются наружу и уничтожают корабль Харлана, а затем побеждают Харлана в рукопашном бою. Сильно повреждённый Смит отключается, Атлас ранена.
Атлас снова на Земле. Ей сообщают, что на анализ сложного процессора Харлана уйдут годы.
Атлас, ставшая рейнджером, тестирует новую модель меха, созданную с использованием предложенных ею модификаций. Зрителю ясно даётся понять, что внутри этого робота — разум Смита.

## В ролях
В порядке указания в титрах
- Дженнифер Лопес — Атлас Шепард, аналитик по борьбе с терроризмом[3]
- Симу Лю — Харлан Шепард, робот с ИИ[4]
- Стерлинг Браун — полковник Элиас Бэнкс
- Грегори Джеймс Коэн — Смит, мех-робот (озвучивание) • пилот
- Абрахам Попула — Каска Деций
- Лана Паррия — Вэл Шепард[5]
- Марк Стронг — генерал Джейк Бут
- Бриэлла Гиза — Атлас Шепард в молодости
- Адиа Смит-Эрикссон — рейнджер Уэст
- Логан Хант — рейнджер Хьюз
- Джаред Симабукуро — рейнджер Синдо
- Эшли Дж. Хикс — рейнджер Ора
- Пол Ганус[англ.] — рейнджер Родмен
- Зои Бойл[англ.] — Зои
- Хауленд Уилсон — техник
- Микеланджело Эйон — техник
- Глория Коул — пилот
- Вон Джозеф — ведущий новостей
- Лоррейн Таи — ведущая новостей
- Хардж Диллон — ведущий новостей
- Омар Хан — индийский репортёр
- Лесли Фера[англ.] — ведущая новостей
- Сэмми Ханратти — сотрудница по коммуникациям

В титрах не указаны
- Джеффри Хинтон — в роли самого себя

## Производство и показ
Съёмки картины начались 26 августа 2022 года одновременно в Лос-Анджелесе и Новой Зеландии и завершились 26 ноября того же года.
Премьера фильма состоялась на Netflix 24 мая 2024 года одновременно в 24 странах. Лента дебютировала на первом месте в списке самых популярных англоязычных фильмов Netflix с 28,2 миллионами просмотров (или 56,3 миллионами часов просмотра), что сделало «Атлас» самым просматриваемым фильмом за неделю (20—26 мая).

К 5 июня 2024 года «Атлас» набрал 60 миллионов просмотров по всему миру (или 119,4 миллиона часов просмотра), что сделало его четвёртым фильмом с Дженнифер Лопес в главной роли, возглавившим чарты потокового вещания за два года, и вторым по количеству просмотров фильмов с Лопес на Netflix.
Известный актёр Симу Лю в «Атласе» впервые в своей карьере сыграл роль «злодея».
Теглайн фильма: «Будущее человечества в её руках». Режиссёр картины Брэд Пейтон сказал, что на создание «Атласа» его вдохновила компьютерная игра Titanfall.
Бюджет картины составил 100 миллионов долларов.

## Критика и восприятие
Ряд публикаций говорят, что критический приём фильм был «неоднозначным», в то время как другие утверждают, что он был «в основном негативным».
Тем не менее «Атлас» смог попасть в десятку самых просматриваемых фильмов Netflix в 93 странах, в том числе в 71 стране из этих достиг первой строки.
Агрегатор рецензий Rotten Tomatoes невысоко оценил ленту, общий балл составил 3,8 из 10; 19 % из 110 отзывов критиков были положительные. Их консенсус гласил: «Дженнифер Лопес великолепно делает всё возможное, чтобы справиться с сейсмическим прицелом „Атласа“, но это научно-фантастическое зрелище прогибается под тяжестью сценария, интеллект которого просто искусственный».

Ресурс Metacritic, который использует среднее арифметическое взвешенное в своих оценках, поставил фильму 37 баллов из 100, т. е. «в целом неблагоприятные отзывы».
The New York Times высказалась о фильме так: «Это интригующая концепция, поскольку открытый вопрос как на экране, так и в реальной жизни заключается в том, является ли искусственный интеллект по своей сути хорошим, или плохим, или нейтральным, или какой-то другой четвертой вещью, для которой мы ещё не совсем сформулировали слова». Также The New York Times высоко оценила игру Лопес, написав: «Лопес, которая также была продюсером фильма, самозабвенно вживается в роль, и это особенно впечатляет, учитывая, что на протяжении всей ленты она в основном сама по себе».
Отзыв ресурса Space.com гласил: «Фильм может похвастаться впечатляющими выступлениями симпатичного актёрского состава, вдохновенными эпизодами действий и захватывающими визуальными эффектами, которыми уверенно руководит энергичный режиссёр, понимающий пуленепробиваемую механику традиционной трехактной структуры».
The Guardian высказался о фильме так: «„Атлас“ выглядит так, будто был снят два десятилетия назад» и поставил ему две звезды из пяти возможных.